# Седжмур (община)
Община „Седжмур“ (на английски: Sedgemoor) е една от седемте административни единици в област (графство) Съмърсет, регион Югозападна Англия.
Населението на общината към 2008 година е 112 800 жители разпределени в множество селища на площ от 564.36 квадратни километра. Главен град на общината е Бриджуотър.

## География
Община „Седжмур“ е разположена в средната крайбрежна част на графство Съмърсет. По горната ѝ западна граница се простира бреговата линия към вътрешната част на Бристълския канал.
Градове на територията на общината:
| град          | на английски    | население |
| ------------- | --------------- | --------- |
| Бриджуотър    | Bridgwater      | 36 563    |
| Бърнам-он-Сий | Burnham-on-Sea  | 18 401    |
| Норт Педъртън | North Petherton | 5189      |
| Хайбридж      | Highbridge      | 4606      |
| Аксбридж      | Axbridge        | 2024      |

## Демография
Разпределение на населението по религиозна принадлежност към 2001 година:
| религия          | на английски        | брой жители |
| ---------------- | ------------------- | ----------- |
| Християни        | Christian           | 82 327      |
| Будисти          | Buddhist            | 199         |
| Хиндуисти        | Hindu               | 50          |
| Евреи            | Jewish              | 65          |
| Мюсюлмани        | Muslim              | 232         |
| Сикхи            | Sikh                | 35          |
| Други            | Other               | 288         |
| Атеисти          | No religion         | 14 910      |
| Запазена в тайна | Religion not stated | 7775        |